# ستاد انقلاب اسلامی
ستاد انقلاب اسلامی نهادی بدوی و موقت بود که بلافاصله پس از پیروزی انقلاب اسلامی ایران توسط نیروهای انقلابی و روحانیون برای انجام امور کشور در مناطق گوناگون پایه‌گذاری شد. رؤسای این ستاد از سوی روح الله خمینی حکم می‌گرفتند و به تنظیم امور مختلف شهرها از جمله امور قضایی و اداری می‌پرداختند. دو تن از رؤسای اصلی ستاد مرکزی که در قم واقع بود محمد علی شرعی  و علی قدوسی بودند.